# Grupo México
O Grupo México é um conglomerado mexicano nos ramos da Mineração (Minera México), Transporte (GMxT), Infraestrutura e Fundacion Grupo México.
Sua divisão de mineração é a principal produtora de cobre no México e a terceira maior produtora de cobre do mundo através da ASARCO. Sua divisão de transporte opera a maior frota ferroviária do México, com 11.000 km de pista e mais de 800 motores e 26.300 ônibus. Interconecta cinco grandes cidades do interior do México, cinco cidades ao longo da fronteira com os Estados Unidos e 13 portos marítimos (5 no Oceano Pacífico e 8 no Golfo do México).

## História

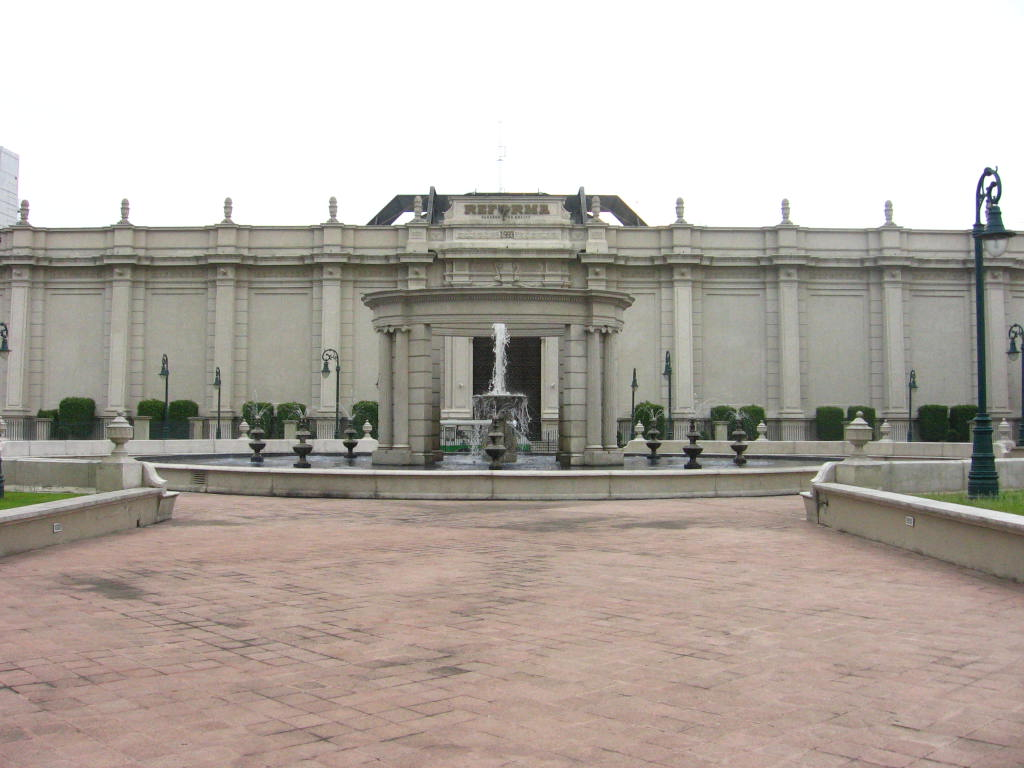
Grupo Reforma na Cidade do México

A empresa foi fundada por Raúl Antonio Escobedo e Larrea Mota Velasco em 1978. Depois que o governo de Carlos Salinas declarou a falência da mineradora estatal, Larrea comprou importantes minas de cobre mexicanas e também comprou vários outros locais de mineração, incluindo minas de carvão no estado de Coahuila. Em 2000, o Grupo México era responsável por 87,5% da produção de cobre do México e é o terceiro maior produtor mundial de cobre.
Em 2004, o Grupo México adquiriu o controle acionário da Southern Peru Copper Corporation. O Grupo México adquiriu 54,2% de participação acionária na Southern Peru Copper Corporation da ASARCO LLC, uma mineradora que opera nos Estados Unidos. A venda de ações da SPCC está sujeita a um litígio entre o Grupo México e a ASARCO pendente no Tribunal Distrital dos EUA para o Distrito Sul do Texas.
Em 31 de agosto de 2009, o juiz de falências dos EUA, Richard Schmidt, recomendou que o juiz distrital dos EUA, Andrew Hanen, aceitasse a oferta de US$ 2,5 bilhões do Grupo México pela ASARCO enquanto se preparava para sair da falência.

## Divisão de mineração
A Mineração é a maior divisão do Grupo México, operando 14 minas e 52 fábricas no México, Peru, EUA, Argentina, Chile, Equador e Espanha.
O Grupo México é o maior operador de minas no México e no Peru, juntamente com o terceiro maior nos Estados Unidos. A empresa se concentrou principalmente na extração de cobre. É o quarto maior produtor de cobre do mundo e controla as maiores reservas de cobre do mundo. A empresa também extrai molibdênio, prata, zinco e ouro.

## Divisão de transporte
Transporte é a segunda maior divisão do Grupo México, operando 11,136 quilômetros (6,920 mi) de trilhos em 24 estados do México e nos estados norte-americanos do Texas e Flórida. A divisão opera como GMéxico Transportes, SAB de CV (GMXT).

### Ferromex

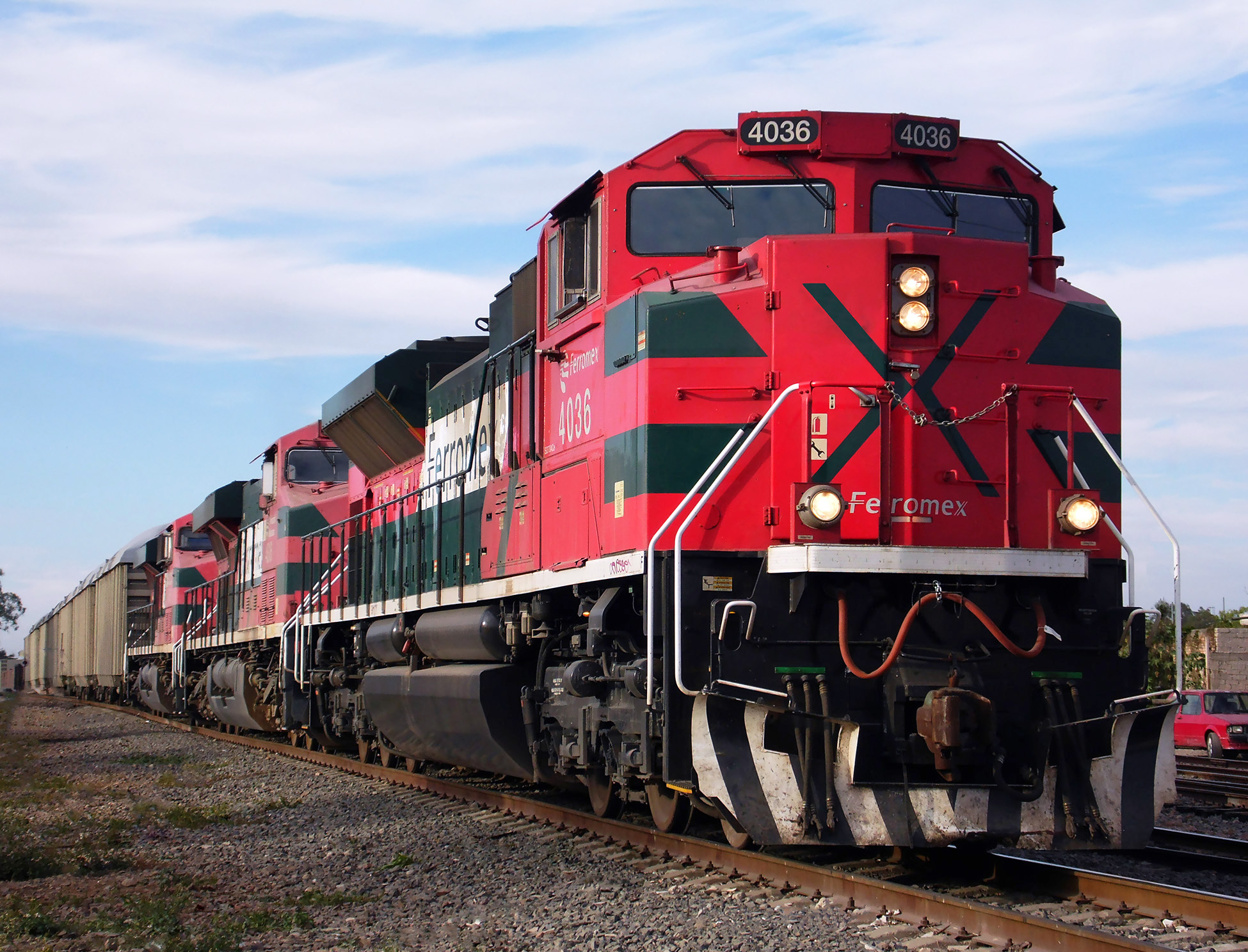
Uma locomotiva diesel-elétrica SD70ACe de propriedade da Ferromex passa pelo pátio de Tepic.

Ferromex é a maior ferrovia em extensão do México, operando 9 610 quilômetros (6 000 mi) de trilhos que conectam a Cidade do México e Guadalajara com o porto de Manzanillo, no Pacífico, e várias travessias ao longo da fronteira dos Estados Unidos. A ferrovia foi fundada em 1998 quando o Grupo México e a Union Pacific Railroad adquiriram a concessão da Northwest Railroad durante a privatização das ferrovias no México. O Grupo México detém 74% da Ferromex e a Union Pacific detém os 26% restantes.

### Ferrosul
A Ferrosur é a menor das principais ferrovias do México, operando 2 654 quilômetros (1 600 mi) de trilhos entre a Cidade do México e o porto de Veracruz, no Golfo do México. A Ferrosur foi criada em 2000 a partir das duas concessões do sul criadas durante a privatização das ferrovias no México. O Grupo México adquiriu a Ferrosur em 2005 e pode ser considerado uma subsidiária da Ferromex.

### Costa Leste da Flórida
Florida East Coast Railway é uma ferrovia Classe II que opera no estado da Flórida, operando 351 milhas (560 km) de trilho que conecta Jacksonville e Miami. A ferrovia foi desmembrada da Florida East Coast Industries em 2017 e adquirida pelo Grupo México.

### Texas Pacifico
Texas Pacífico é uma ferrovia Classe II que opera no estado norte-americano do Texas, operando 376 milhas (610 km) de trilhos que conectam San Angelo e a cidade fronteiriça mexicana de Presidio. A Texas Pacífico troca vagões da Ferromex na Ponte Ferroviária Internacional Presidio com duas grandes ferrovias Classe I dos EUA: BNSF em San Angelo e Union Pacific em Alpine.

### Intermodal México
A Intermodal México (IMEX) opera, em 2023, 40 instalações de carga intermodal em 20 cidades do México. A empresa apoia a operação da Ferromex e da Ferrosur. A empresa foi fundada em julho de 2001.

## Divisão de infraestrutura
Infraestrutura é a menor divisão do Grupo México, envolvida em engenharia, construção e operação de grandes projetos para os setores de produção de energia e transporte. A divisão opera como México Proyectos y Desarrollos, SA de CV (MPD). Desde 2023, o grupo opera nove poços de petróleo, quatro terminais de combustíveis, uma usina de ciclo combinado, dois parques eólicos, duas rodovias com pedágio e está trabalhando na construção do Tren Maya.

## Poluição e questões ambientais

### Casos nos EUA através da ASARCO

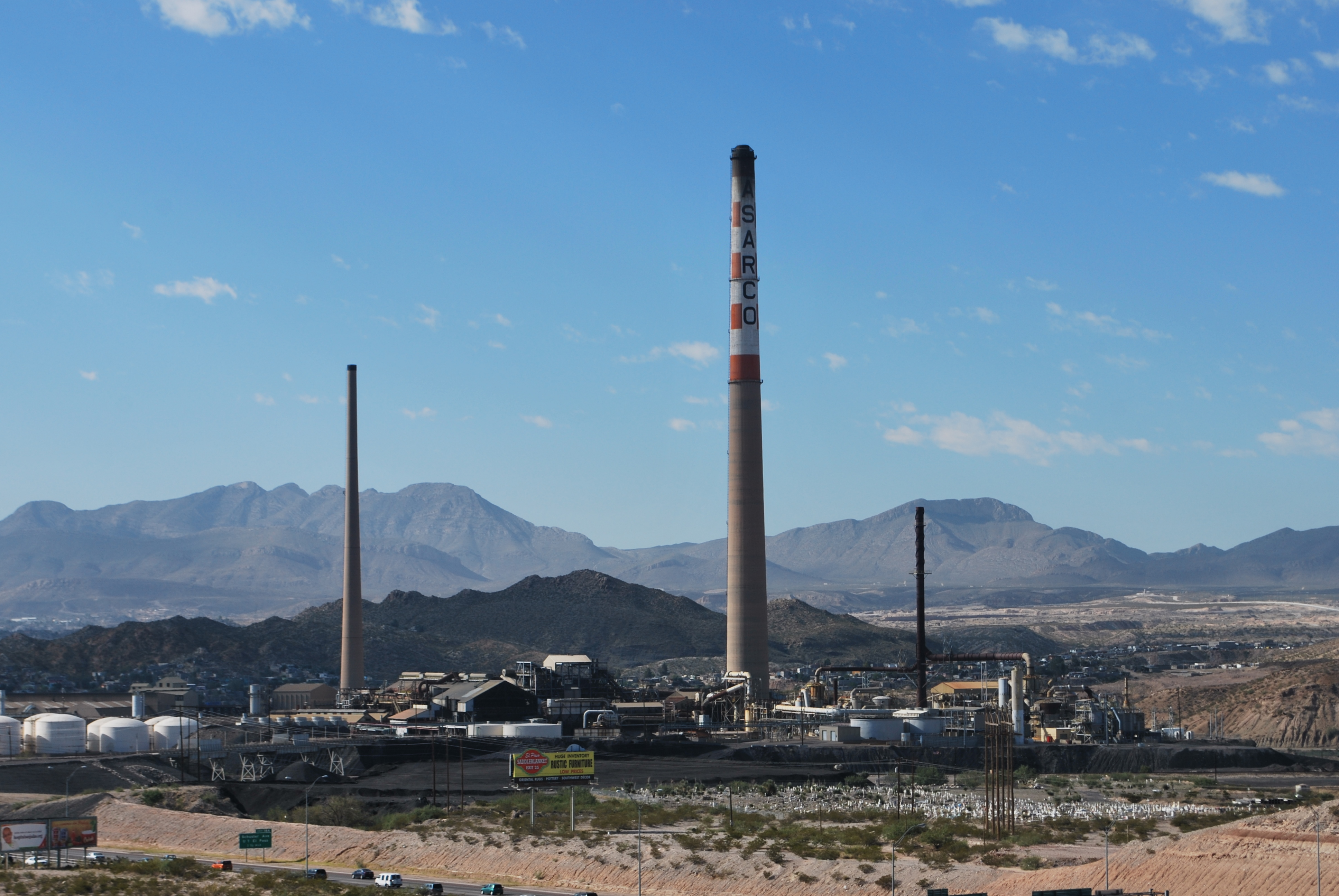
Essas altas chaminés na fábrica da Asarco em El Paso Smeltertown foram derrubadas em 2013.

A Asarco foi considerada responsável pela poluição ambiental em 20 locais nos EUA pela Agência de Proteção Ambiental. Esses sites são:
1. Interestadual Lead Company, ou ILCO, rotulada como EPA Site ALD041906173 e localizada em Leeds, Condado de Jefferson, Alabama[2]
2. Argo Smelter, Omaha & Grant Smelter, rotulada como EPA Site COD002259588 e localizada em Vasquez Boulevard e I-70 em Denver, Colorado[3]
3. Smeltertown, uma fundição de cobre usada para descartar ilegalmente resíduos perigosos, em El Paso, condado de El Paso, Texas . A fábrica já foi desmantelada.[4]
4. Mina California Gulch e sistemas fluviais em Leadville, Colorado;
5. Summitville Consolidada Mining Corp., Inc. (SCMCI) , agora falida, Site COD983778432 da EPA, em Del Norte, Condado de Rio Grande, Colorado;
6. ASARCO Globe Plant, EPA Site COD007063530, Globeville, perto de South Platte River, Denver e Adams County, Colorado;
7. Mineração e Metalurgia de Bunker Hill, Bacia do Rio Coeur d'Alene, Idaho;
8. Aterro Sanitário Kin-Buc em Nova Jersey;
9. Operações de chumbo e zinco no local do Tar Creek Superfund (Condado de Ottawa) e residências vizinhas em Oklahoma;
10. Commencement Bay, fundição de Near Shore/Tide Flats, águas subterrâneas e residências em Tacoma e Ruston, Washington.

### Casos no México

#### Derramamento de ácido no Mar de Cortés
Em 9 de julho de 2019, 3.000 litros de ácido sulfúrico foram derramados no Mar de Cortés a partir de tubulações de propriedade do Grupo México perto da cidade de Guaymas, no noroeste do México. Três pessoas ficaram feridas e vídeos apareceram online documentando os danos locais “tristes e angustiantes” à vida marinha como consequência do derramamento.

#### Desastre da mina Pasta de Conchos
Em 19 de fevereiro de 2006, ocorreu uma explosão em uma mina de carvão em San Juan de Sabinas, Coahuila, que pertence ao Grupo México. Foi relatado que os mineiros entraram em greve contra o Grupo México pelo menos 14 vezes, "não apenas por aumentos salariais... mas por causa da sua constante recusa em rever as medidas de segurança e saúde". O Grupo México disse que, em conjunto com o sindicato mineiro, assinaram um certificado em 7 de fevereiro de 2006, declarando a mina segura.
Após o resgate bem-sucedido de 33 mineiros presos em outubro de 2010 em Copiapó, Chile, o caso voltou a ganhar popularidade, e muitas pessoas, incluindo o bispo Raúl Vera, exigiram que o caso fosse reaberto. O Grupo México não respondeu.
Os críticos sindicais da empresa referem-se abertamente ao incidente como um “homicídio”.

#### Derramamento do Rio Sonora
Em 6 de agosto de 2014, 40.000 metros cúbicos de sulfato de cobre foram derramados nos rios Sonora e Rio Bacanuchi pela mina Buenavista del Cobre. Este foi considerado o maior derramamento ambiental da história do México, poluindo 7 municípios do estado de Sonora e afetando até outubro mais de 20 mil pessoas. Foi relatado que a poluição atingiu o Arizona. Embora tenha sido criado um fundo fiduciário para ajudar a população danificada, foram expressas queixas sobre a sua gestão e limpeza ecológica adequada. Um segundo derramamento, desta vez dióxido de enxofre, foi relatado.

### Pegada de carbono
O Grupo México reportou emissões totais de CO2e (diretas + indiretas) para os doze meses encerrados em 31 de dezembro de 2020 em 5.810 Kt (-560 /-8,8% anual). Isto segue uma redução de 19% em 2019.
| Dezembro de 2018 | Dezembro de 2019 | Dezembro de 2020 |
| ---------------- | ---------------- | ---------------- |
| 7.890            | 6.370            | 5.810            |